# Eopsaltriinae
Az Eopsaltriinae a madarak osztályának verébalakúak (Passeriformes) rendjébe és a cinegelégykapó-félék (Petroicidae) családjába tartozó alcsalád.
Egyes rendszerezések nem használják az alcsaládokat.

## Rendszerezés
Az alcsaládba 7 nem és 21 faj tartozik:
- Heteromyias  (Sharpe, 1879) – 2 faj 
  - Heteromyias albispecularis
  - Heteromyias cinereifrons

- Poecilodryas  (Gould, 1865) – 6 faj 
  - Poecilodryas brachyura
  - Poecilodryas hypoleuca
  - Poecilodryas superciliosa
  - Poecilodryas cerviniventris
  - Poecilodryas albonotata vagy Plesiodryas albonotata
  - Poecilodryas placens vagy Gennaeodryas placens

- Tregellasia  (Mathews, 1912) – 2 faj 
  - Tregellasia leucops
  - Tregellasia capito

- Eopsaltria  (Swainson, 1832) – 4 faj 
  - sárgabegyű cinegelégykapó (Eopsaltria australis)
  - Eopsaltria griseogularis
  - sárgahasú cinegelégykapó (Eopsaltria flaviventris)
  - Eopsaltria georgiana

- Peneoenanthe – 1 faj 
  - mangrove-cinegelégykapó (Peneoenanthe pulverulenta vagy Eopsaltria pulverulenta)

- Peneothello  (Mathews, 1920) – 4 faj 
  - Peneothello bimaculata
  - Peneothello sigillata
  - Peneothello cryptoleuca
  - palakék bozótlégykapó (Peneothello cyanus)

- Melanodryas Gould, 1865 – 2 faj 
  - csuklyás cinegelégykapó (Melanodryas cucullata)
  - Melanodryas vittata